# Tony Rutter
Tony Rutter (* 24. September 1941 in den West Midlands; † 24. März 2020) war ein britischer Motorradrennfahrer.

## Karriere
Tony Rutter wurde nachgesagt he could win anywhere on anything (dt.: er könnte überall auf allem gewinnen). In seiner langen Laufbahn fuhr er Erfolge in den unterschiedlichsten Rennklassen von den 250er bis hin zu den Superbikes auf diversen Marken ein. Erfolge hatte er bei Straßenrennen mit etlichen Titeln. In der Motorrad-Weltmeisterschaft errang Rutter einige Podiumsplätze. Er konnte vier Weltmeistertitel auf Ducati in der heute nicht mehr ausgetragenen Formula TT einfahren. Während des Laufes zu dieser Klasse im Jahr 1985 verunglückte er auf dem Circuit de Montjuïc in Spanien schwer. Nach diesem Unfall, der ihn fast das Leben kostete, musste Rutter seine Karriere aus gesundheitlichen Gründen aufgeben.
Rutters Sohn Michael wurde ebenfalls ein sehr erfolgreicher Motorradrennfahrer.
Tony Rutter starb am 24. März 2020 nach schwerer Krankheit im Alter von 78 Jahren.

## Statistik

### Erfolge
- 1971 – Britischer 350-cm³-Meister auf Yamaha
- 1973 – Britischer 250-cm³-Meister auf Yamaha
- 1981 – TT-F2-Weltmeister auf Ducati
- 1982 – TT-F1-Weltmeister auf Ducati
- 1983 – TT-F1-Weltmeister auf Ducati
- 1984 – TT-F1-Weltmeister auf Ducati

### Isle-of-Man-TT-Siege
Beim Isle of Man TT errang Tony Rutter sechs Siege.
| Jahr | Klasse     | Maschine | Durchschnittsgeschwindigkeit |
| ---- | ---------- | -------- | ---------------------------- |
| 1973 | Junior     | Yamaha   | 101,99 mph (164,14 km/h)     |
| 1974 | Junior     | Yamaha   | 104,44 mph (168,08 km/h)     |
| 1981 | TT-F2      | Ducati   | 101,91 mph (164,01 km/h)     |
| 1982 | Senior 350 | Yamaha   | 108,53 mph (174,66 km/h)     |
| 1982 | TT-F2      | Ducati   | 108,05 mph (173,89 km/h)     |
| 1983 | TT-F2      | Ducati   | 108,21 mph (174,15 km/h)     |
| 1985 | TT-F2      | Ducati   | 107,79 mph (173,47 km/h)     |

### North-West-200-Siege
Beim North West 200 errang Tony Rutter neun Siege.
| Jahr | Klasse    | Maschine | Durchschnittsgeschwindigkeit |
| ---- | --------- | -------- | ---------------------------- |
| 1973 | 250 cm³   | Yamaha   | 104,32 mph (167,89 km/h)     |
| 1973 | 350 cm³   | Yamaha   | 110,56 mph (177,93 km/h)     |
| 1977 | 250 cm³   | Yamaha   | 110,45 mph (177,75 km/h)     |
| 1978 | 350 cm³   | Yamaha   | 115,54 mph (185,94 km/h)     |
| 1978 | Superbike | Yamaha   | 124,76 mph (200,78 km/h)     |
| 1979 | 350 cm³   | Yamaha   | 114,48 mph (184,24 km/h)     |
| 1979 | 500 cm³   | Yamaha   | 120,15 mph (193,36 km/h)     |
| 1981 | 350 cm³   | Yamaha   | 114,93 mph (184,96 km/h)     |
| 1982 | 350 cm³   | Yamaha   | 114,93 mph (184,96 km/h)     |

### Ulster-Grand-Prix-Siege
Beim Ulster Grand Prix errang Tony Rutter acht Siege.
| Jahr | Klasse       | Maschine |
| ---- | ------------ | -------- |
| 1974 | 350 cm³      | Yamaha   |
| 1974 | 500 cm³      | Yamaha   |
| 1975 | 250 cm³      | Yamaha   |
| 1981 | 250 cm³      | Yamaha   |
| 1981 | Classic Race | Honda    |
| 1981 | TT-F1        | Honda    |
| 1982 | TT-F1        | Honda    |
| 1982 | TT-F2        | Ducati   |

## Verweise